# Tanja Heitmann
Tanja Heitmann (* 1975 in Hannover) (auch unter dem Pseudonym Thea Lichtenstein) ist eine deutsche Fantasy-Schriftstellerin. 

## Leben
Heitmann studierte Politikwissenschaften und Germanistik. Sie arbeitet als Literaturagentin für die literarische Agentur von Thomas Schlück. 2008 erschien ihr Debütroman Morgenrot; ihre Schriften gehören zum Genre Dark Fantasy. Mit Schattenschwingen begann Heitmann 2010 eine Jugendbuchtrilogie, die von engelsähnlichen Wesen handelt.

## Werke
- Sirenenlied Heyne, München 2011, ISBN 978-3-453-52788-1.
- Kurzgeschichte in Junger Mann zum Mitreisen gesucht von Anne Hertz, Knaur Verlag 3/2012.
- Das Geheimnis des Walfischknochens Roman, Blanvalet, Berlin 2013, ISBN 978-3-7645-0462-5.
- Anik & das Geheimnis des Meeres Rowohlt, Reinbek 2014, ISBN 978-3-499-21677-0

Dämonen-Reihe:
- Morgenrot. Heyne, München 2008, ISBN 978-3-453-26605-6.
- Wintermond Heyne, München 2009, ISBN 978-3-453-26611-7.
- Nachtglanz Heyne, München 2010, ISBN 978-3-453-26642-1.
- Traumsplitter Heyne, München 2011, ISBN 978-3-453-26612-4.

Maliande-Trilogie (als Thea Lichtenstein):
- Der Ruf des Drachen Goldmann Verlag, 2008, ISBN 978-3-442-46711-2.
- Das Geheimnis der Elben Goldmann Verlag, 2009, ISBN 978-3-442-46732-7.
- Im Bann der Magier Goldmann Verlag, 2010, ISBN 978-3-442-46733-4.

Schattenschwingen-Trilogie:
- Schattenschwingen cbt, München 2010, ISBN 978-3-570-16067-1.
- Schattenschwingen II: Die dunkle Seite der Liebe cbt, München 2011, ISBN 978-3-570-16068-8.
- Schattenschwingen III: Zeit der Geheimnisse: Band 3 cbt, München 2012, ISBN 978-357-016069-5.